# (36510) 2000 QM71
2000 QM71 (asteroide 36510) é um asteroide da cintura principal. Possui uma excentricidade de 0.17316660 e uma inclinação de 1.86239º.
Este asteroide foi descoberto no dia 24 de agosto de 2000 por LINEAR em Socorro, no Novo México.